# Futebol Clube Monfortense
O Futebol Clube Monfortense é um clube desportivo português, fundado em 1985. Tem a sua sede na vila de Monforte. O clube na época de 2005-2006 tem o patrocínio da empresa Monforqueijo. Na época de 2005-2006, participa na 1º divisão de futebol da Associação de Futebol de Portalegre. O seu campo de jogos é o Estádio Municipal Dinis Serrano que tem a capacidade para 1. 000 espectadores.
Na época 2010-11, estava na divisão de honra do Campeonato Distrital.